# Sport Club Concordia von 1907
Lo Sport Club Concordia von 1907 d.C., comunemente conosciuto come SC Concordia Hamburg, è una squadra di calcio tedesca, con sede nel quartiere di Wandsbeck della città di Amburgo.

## Storia

### Primi anni
Il club fu fondato nel 1907 con il nome di SC Concordia Wandsbeck da sette giocatori di bike polo, con il calcio che era solo il secondo sport della nuova associazione. Tuttavia il bike polo fu ben presto accantonato a causa dei frequenti incidenti e il calcio divenne così lo sport principale dell'associazione.. Il nome Concordia fu scelto da Walter Stautz.
Nel 1923 il Concordia si fuse con un'altra squadra locale, il Germania, e nel 1937 cambiò il suo nome in quello attuale. 

### 1921-1933
Il club non raggiunse il campionato più importante della città di Amburgo fino a dopo la prima guerra mondiale. Nel 1921-22, partecipò alla Kreisliga Groß-Hamburg-Alsterkreis, raggiungendo il sesto posto su otto squadre. Il Concordia terminò al sesto posto anche le due stagioni successive, ma nel 1924-25 arrivò ultimo nella propria divisione, riuscendo però a salvarsi nello spareggio retrocessione.. Nel 1927 il Concordia fu retrocesso in seconda divisione avendo terminato all'ultimo posto il proprio campionato 
Nel 1927-28 partecipò alla A-Klasse Hamburg-Staffel 3 (II), terminandola al quarto posto. L'anno successivo il Concordia terminò all'ultimo posto la Bezirksliga Amburgo-Alster Staffel, venendo così retrocesso in terza divisione.

### 1933-1945
Il Concordia tornò in prima divisione nel 1939, venendo promosso in Nordmark Gauliga, il campionato più importante della Germania del nord. A causa dello scoppio della seconda guerra mondiale, il campionato fu diviso in due gruppi regionali per il 1939-1940, mentre nella stagione successiva fu riunito in un girone unico. Nel 1941 il Concordia terminò la stagione all'ultimo posto, venendo retrocesso; negli anni seguenti il Concordia fu incapace di tornare in prima divisione fino al 1945 quando fu sciolto.

### 1945-1963
Nel 1945 il club fu uno dei tredici scelti per la Stadtliga Amburgo, il massimo campionato regionale fino al 1947. Nel 1946-47 il Concordia arrivò terzo in questo campionato e, insieme all'Amburgo, al St. Pauli e al Victoria Hamburg fu promosso in Oberliga Nord.
In Oberliga il Concordia fece discrete prestazioni come il sesto posto nel 1949-50, Nel 1953 fu retrocesso in Amateurliga Amburgo. In tre anni in questo campionato il Concordia lo vinse due volte e per una volta arrivò secondo, ritornando in Oberliga nel 1956.
Ad eccezione della stagione 1957-58, quando il giunse al sesto posto, il Concordia lottò tutti gli anni per non retrocedere, riuscendo a rimanere in Oberliga fino al 1963, quando avvenne una riforma del campionato di calcio tedesco.

### 1963-1974
Il Concordia fu inserito nella Regionalliga Nord, nonostante nel 1963 fosse arrivato solo al 14º posto. Il risultato migliore in Regionalliga fu il sesto posto ottenuto nel 1967. Nel 1970 il Concordia fu retrocesso in Landesliga Amburgo, dove rimase tre stagioni prima di tornare in Regionalliga nel 1973, in quella che fu l'ultima stagione della Regionalliga, che sarebbe stata poi sostituita dalla Zweite Bundesliga.

### 1974-2010
Il decimo posto ottenuto dal Concordia non fu sufficiente per rimanere in seconda divisione e il Concordia dovette entrare in Oberliga Nord (III), campionato in cui rimase per diciassette stagioni, con un quinto posto come miglior risultato.
Nel 1991 ci fu la retrocessione in Verbandsliga Amburgo (IV), questo campionato fu poi vinto nel 1993 e nel 1994, permettendo al Concordia di essere promosso nella nuova Regionalliga Nord (III), dove il Concordia rimase per tre anni prima di essere retrocesso in Oberliga Amburgo/Schleswig-Holstein, dopo tre stagioni in Oberliga il Concordia fu nuovamente retrocesso e ritornò in Verbandsliga, vincendo subito il titolo e ritornando così in Oberliga dove nel 2003 e 2004 giunse al terzo posto.
Con la ricreazione della Oberliga Nord nel 2004 il Concordia fu subito retrocesso in Verbandsliga e lì rimase fino a quando (nel 2008) la Verbandsliga Amburgo fu rinominata Oberliga Amburgo. Nel 2009 arrivò la vittoria nella Hamburg Cup per 2-1 contro l'Altonaer FC 93. Grazie a questa vittoria il Concordia si qualificò per la Coppa di Germania dell'anno successivo, nella quale fu sconfitto al primo turno dal TuS Koblenz per 4-0. 

## Palmarès
- Campionati
  - Amateurliga Hamburg (II) campione: 1954, 1956
  - Amateurliga Hamburg secondo: 1955
  - Landesliga Hamburg (III) secondo: 1973
  - Verbandsliga Hamburg (IV-V) campione: 1993, 1994, 2001
- Coppe
  - Hamburg Cup vincitore: 2009

## Stagioni recenti
| Anno      | Divisione                                | Posizione |
| 1999-2000 | Oberliga Hamburg/Schleswig-Holstein (IV) | 16ª ↓     |
| 2000-01   | Verbandsliga Hamburg (V)                 | 1ª ↑      |
| 2001-02   | Oberliga Hamburg/Schleswig-Holstein (IV) | 5ª        |
| 2002-03   | Oberliga Hamburg/Schleswig-Holstein      | 3ª        |
| 2003-04   | Oberliga Hamburg/Schleswig-Holstein      | 3ª        |
| 2004-05   | Oberliga Nord (IV)                       | 16ª ↓     |
| 2005-06   | Verbandsliga Hamburg (V)                 | 2ª        |
| 2006-07   | Verbandsliga Hamburg                     | 3ª        |
| 2007-08   | Verbandsliga Hamburg                     | 4ª        |
| 2008-09   | Oberliga Hamburg (V)                     | 13ª       |
| 2009–10   | Oberliga Hamburg (V)                     | 14ª       |
| 2010–11   | Oberliga Hamburg (V)                     | 17ª ↓     |
| 2011–12   | Landesliga Hamburg (VI)                  | ª         |

## Apparizioni in Coppa di germania
Il Concordia ha partecipato alla Coppa di Germania sette volte.
| Stagione                    | Turno                  | Data             | Casa                 | Trasferta            | Risultato | Spettatori |
| Coppa di Germania 1953      | Primo turno            | 17 agosto 1952   | Concordia Hamburg    | Borussia Dortmund    | 4–3       |            |
| Coppa di Germania 1953      | Secondo turno          | 19 novembre 1952 | Concordia Hamburg    | VfB Mühlburg         | 4–3       |            |
| Coppa di Germania 1953      | Quarto di finale       | 1º febbraio 1953 | Waldhof Mannheim     | Concordia Hamburg    | 2–1       |            |
| Coppa di Germania 1963      | Primo turno            | 1º giugno 1963   | Concordia Hamburg    | Tasmania 1900 Berlin | 1–3       |            |
| Coppa di Germania 1966      | Primo turno            | 22 gennaio 1966  | TuS Haste            | Concordia Hamburg    | 1–2       |            |
| Coppa di Germania 1966      | Secondo turno          | 19 febbraio 1966 | SV Werder Bremen     | Concordia Hamburg    | 2–0       |            |
| Coppa di Germania 1977-1978 | primo turno            | 29 luglio 1977   | Concordia Hamburg    | FC Bayern Hof        | 2–0       |            |
| Coppa di Germania 1977-1978 | Secondo turno          | 19 agosto 1977   | Schwarz-Weiß Essen   | Concordia Hamburg    | 2–0       |            |
| Coppa di Germania 1978-1979 | Primo turno            | 4 agosto 1978    | Südwest Ludwigshafen | Concordia Hamburg    | 2-0       |            |
| Coppa di Germania 1980-1981 | Primo turno            | 28 agosto 1980   | Concordia Hamburg    | Hammer SpVg          | 2–2 aet   |            |
| Coppa di Germania 1980-1981 | Replay del primo turno | 4 settembre 1980 | Hammer SpVg          | Concordia Hamburg    | 3–2       |            |
| Coppa di Germania 1987-1988 | Primo turno            | 28 agosto 1987   | Concordia Hamburg    | SpVgg Erkenschwick   | 3–0 aet   |            |
| Coppa di Germania 1987-1988 | Secondo turno          | 24 October 1987  | 1. FC Pforzheim      | Concordia Hamburg    | 2–0       |            |
| Coppa di Germania 2009-2010 | Primo turno            | 2 agosto 2009    | Concordia Hamburg    | TuS Koblenz          | 0-4       | 1100       |